# Le Cavalier de l'aube (film, 2012)
Pour les articles homonymes, voir Le Cavalier de l'aube.
Pour plus de détails, voir Fiche technique et Distribution.
Le Cavalier de l'aube (titre original : Dawn Rider) est un film canadien réalisé par Terry Miles, sorti directement en DVD en 2012.

## Synopsis
Dans le Territoire du Dakota, en 1883, John Mason (Christian Slater), traqué par le mystérieux Pop (Donald Sutherland), décide de renoncer à sa vie d'errance sous l'influence d'une rencontre de passage, Ben McClure, et de retourner à sa ville natale dans le Wyoming, où son père se fait assassiner peu après par des hors-la-loi masqués. Renouant avec son ancienne amie Alice (Jill Hennessy), fiancée à Ben et sœur de son vieil ami Rudd, il rumine sa vengeance. Mais bientôt des soupçons lui font penser que Rudd pourrait bien être l'assassin qu'il recherche.

## Fiche technique
- Titre original : Dawn Rider
- Titre français : Le Cavalier de l'aube
- Réalisation : Terry Miles
- Scénario : Joseph Nasser et Evan Jacobs
- Photographie : Norm Li
- Musique : Sean Hosein et Jim Guttridge
- Pays d'origine :  Canada
- Langue originale : anglais
- Durée : 90 minutes
- Dates de sortie : (Direct-To-Video)[1]
  -  Canada,  États-Unis : 29 mai 2012[1]
  -  France : 8 janvier 2013[2]

## Distribution
- Christian Slater : John Mason
- Jill Hennessy : Alice
- Donald Sutherland : Pop
- Ben Cotton : Ben McClure
- Lochlyn Munro : Rudd
- Ken Yanko : Dad Mason
- Claude Duhamel : Curly
- Matt Bellefleur : Greyson
- G. Michael Gray : Bragg
- Douglas Chapman : Chase
- Adrian Hough : le shérif Cobb
- George Canyon (en) : Cattle Jack

### Autour du film
- C'est un remake du film Le Cavalier de l'aube (The Dawn Rider) réalisé par Robert N. Bradbury, sorti en 1935, avec John Wayne.